# J. Madison Wright
Jessica Madison Wright Morris (Cincinnati, 29 de julio de 1984-Lexington, 21 de julio de 2006) fue una actriz estadounidense, conocida principalmente por interpretar a True Danzinger en la serie de televisión Tierra 2. Nació en Cincinnati, y se crio en el Condado de Laurel, en London, Kentucky, Estados Unidos.

## Primeros años
Sus padres eran Scott y Melissa, y tenía una hermana menor, Victoria, y dos hermanos pequeños, Isiah y Elijah. Sus amigos y familiares más cercanos le apodaban "Maddie". A la edad de cinco años inició su carrera como actriz como niña modelo. Ganó un contrato de verano como modelo en Nueva York, donde experimentó por primera vez la actuación en televisión. La familia Wright luego se mudó a la ciudad de Los Ángeles para facilitar el desarrollo de la carrera de su hija. En 1994 Madison debutó como actriz en la comedia Grace Under Fire, a la edad de nueve años.

## Carrera como actriz
Varios meses después de su debut, Madison fue elegida personalmente por Steven Spielberg para protagonizar el papel de True Danziger, una niña de diez años de edad, en la serie de ciencia ficción Tierra 2. La serie tuvo solamente una temporada entre 1994 y 1995, tiempo en el que Madison continuó en otros proyectos, incluyendo en un episodio de ER nominado al Emmy, donde casualmente interpretó el papel de una niña enferma, además del rol del primer niño que debía morir en la historia de la serie. Sus otros papeles incluyeron la película de la familia Shiloh, The Burning Zone, Safety Patrol, The Warlord: Battle for the Galaxy y College Maniacs.

## Enfermedad y muerte
Madison fue admitida en marzo del 2000 al Centro Médico de Cleveland, donde recibió con éxito su trasplante. Clancy Brown, el actor que jugó el papel de padre de Madison en Tierra 2, condujo una campaña para recolectar dinero y así cubrir los costes del seguro médico que afrontaba la familia Wright.
En 2006, Madison perdió su interés por su carrera de actuación y su familia regresó a su ciudad natal en Kentucky. Después de repetidos ataques de pulmonía y malestar general se reveló mediante una radiografía de pecho que sufría de miocardiopatía restrictiva, por la cual requirió un trasplante de corazón. Entró en la lista de espera para un trasplante a los quince años de edad, y recibió una confirmación de que el trasplante ya se encontraba disponible durante la misma noche en la que se anunció públicamente su condición. 
Madison se recuperó rápidamente y volvió a gozar de buena salud, y retomó sus estudios de secundaria mientras disfrutaba ser parte del grupo de animadoras en su tiempo libre. A su vez comenzó a dar charlas en varios grupos sobre la importancia de la donación de órganos. Después de finalizar sus estudios en la secundaria South Laurel, continuó estudiando en la Universidad de Cumberlands, ubicada en Williamsburg, para obtener sus credenciales como profesora de inglés. Una vez graduada de la Universidad en el 2006, Madison soñaba trabajar como profesora para los alumnos de décimo año de la secundaria George Rogers Clark en Winchester, Kentucky.
El 8 de julio de 2006 Madison se casó con Brent Joseph Morris, un estudiante de medicina de la Universidad de Kentucky. Ambos decidieron pasar su luna de miel en Hawái por dos semanas. Un día después de que ella regresara, Madison comenzó a sentirse enferma y fue internada en el Centro Médico de la Universidad de Kentucky. El 21 de julio de 2006 falleció de un ataque cardíaco, a tan solo unos días de su vigésimo segundo cumpleaños. Su funeral se llevó a cabo en la Iglesia Bautista de Corinto en London, Kentucky, la misma iglesia donde había contraído matrimonio semanas antes.

## Filmografía
- Grace Under Fire (1994)
- The Nanny (1994)
- Earth 2 (1994)
- The Secretary (1995)
- ER (1995)
- Shiloh (1996)
- The Burning Zone (1997)
- The Warlord: Battle for the Galaxy (1998)
- Safety Patrol (1998)
- College Maniacs (2006)